# Enfrentamientos eritreos en Tel Aviv de 2023
Los enfrentamientos eritreos de 2023 ocurrieron el 2 de septiembre, cuando se produjeron enfrentamientos en Tel Aviv entre opositores eritreos y partidarios del gobierno de Isaías Afewerki y la policía israelí. Como resultado de los enfrentamientos, más de 110 personas resultaron heridas.

## Antecedentes
Isaías Afewerki ha gobernado Eritrea desde su independencia en 1991. El país no celebra elecciones y carece de parlamento, tribunales independientes y organizaciones civiles. El país tiene un sistema de partido único, mientras la libertad de expresión y de prensa está severamente restringida. También existe un estricto servicio militar obligatorio y un sistema de trabajo forzoso del que muchos eritreos huyen al extranjero.
Según la organización de ayuda a los refugiados Assaf, actualmente hay unos 25 500 solicitantes de asilo eritreos que viven en Israel. Los eritreos que huyeron a Israel a través de la frontera con Egipto dicen que enfrentarían persecución si fueran repatriados. Los refugiados se han asentado en varios barrios pobres de la ciudad de Tel Aviv, la capital económica de Israel.
Los enfrentamientos estallaron durante un evento organizado por la embajada de Eritrea para conmemorar el Día de la Revolución el 1 de septiembre, que conmemora el inicio de la guerra de la independencia de Eritrea contra Etiopía en 1961. Los manifestantes antigubernamentales habían pedido anteriormente a la policía que cancelara un evento progubernamental organizado por la embajada de Eritrea en Israel. También acusaron a la embajada de Eritrea de tratar de espiarlos.
Las protestas se produjeron en medio de protestas políticas dentro de Israel contra Benjamín Netanyahu.

## Enfrentamientos
El sábado 2 de septiembre, estallaron enfrentamientos después de que cientos de eritreos inmigrantes eritreos de la oposición se acercaran al lugar de un evento progubernamental. Muchos de los manifestantes antigubernamentales llevaban camisas celestes inspiradas en la bandera eritrea de 1952, un símbolo de oposición al gobierno del país, mientras que los partidarios del gobierno llevaban camisas moradas con un mapa de Eritrea.
Los manifestantes rompieron las barreras policiales y rompieron las ventanas de la policía y otros vehículos, así como las ventanas de las tiendas cercanas, informó el periódico Haaretz. También pudieron entrar en los terrenos fuera de la embajada de Eritrea y rompieron sillas y mesas.
Las imágenes en las redes sociales mostraron a partidarios del gobierno eritreo golpeando a manifestantes antigubernamentales con porras. Los periodistas de Reuters vieron a hombres con heridas en la cabeza y manos ensangrentadas, algunos tirados en el suelo de un parque infantil.
El corresponsal de Al Jazeera, Paul Brennan, dijo que la policía no esperaba la intensidad de la violencia que estalló. «Los manifestantes lograron romper las barreras con bastante rapidez. La policía tuvo que responder con gases lacrimógenos y granadas explosivas. Estallaron tiroteos entre los manifestantes y la policía con equipo antidisturbios», dijo. Los residentes dijeron que las calles del centro de Tel Aviv sonaban como una zona de guerra mientras helicópteros de la policía sobrevolaban y oficiales israelíes disparaban balas reales al aire.
La policía dijo que arrestó a 39 sospechosos que atacaron a agentes de policía y les arrojaron piedras. Algunos de ellos tenían armas, gases lacrimógenos y pistolas paralizantes, dijeron los oficiales. La policía también dijo que estaba reforzando a su personal en el área mientras los enfrentamientos entre eritreos entre ellos y con la policía continuaban en el sur de Tel Aviv.
Para el sábado por la noche, los enfrentamientos habían cesado. La policía seguía acorralando a los manifestantes, subiéndolos a autobuses.

## Lesiones
Funcionarios médicos israelíes dijeron que más de 114 personas resultaron heridas, incluidos unos 30 policías.

## Reacciones
El primer ministro de Israel, Benjamín Netanyahu, dijo que convocaría una reunión el domingo para discutir medidas contra los involucrados en los enfrentamientos, incluidas las deportaciones. Una declaración de su oficina los llamó «infiltrados ilegales».